# Schatzkammer

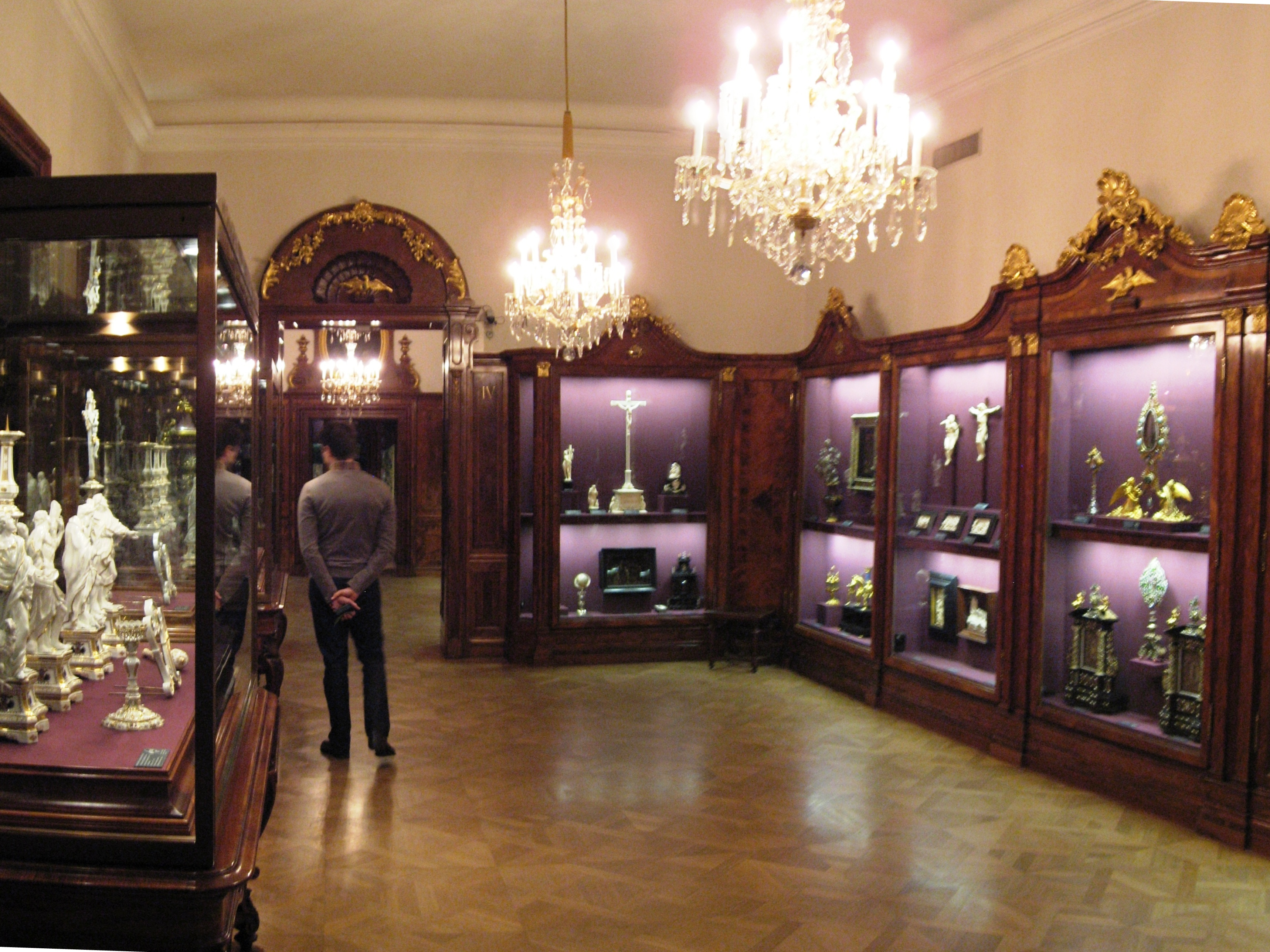
Tesoro di oggetti liturgici nell'Hofburg a Vienna

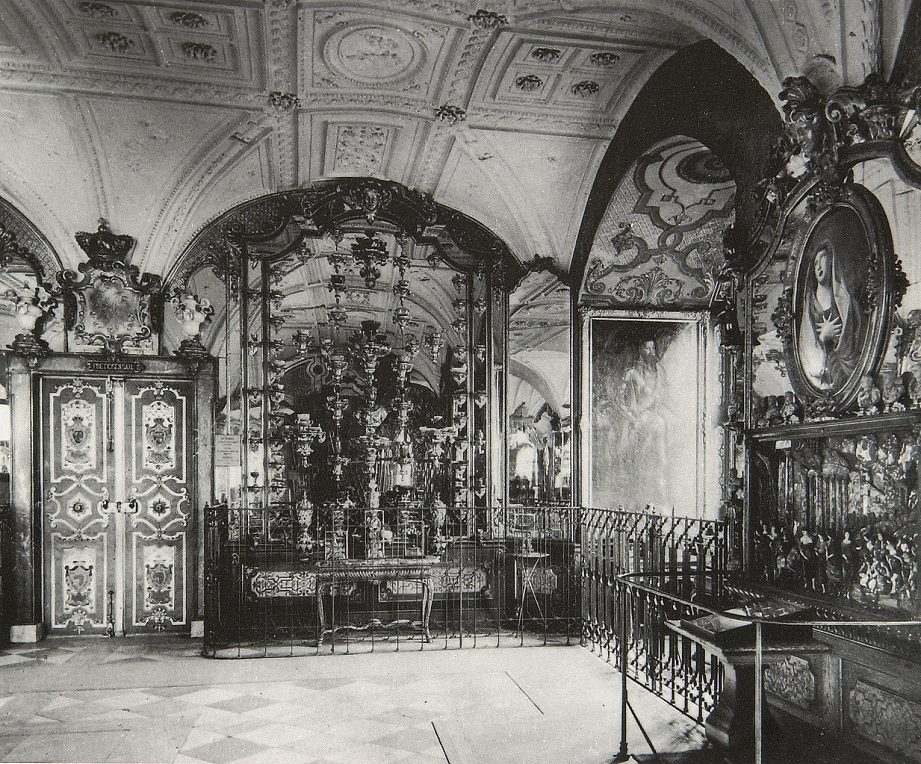
La Grünes Gewölbe nel Castello di Dresda al 1904

Schatzkammer, parola tedesca che significa "tesoro" o "camera del tesoro", a volte tradotto come "tesoreria", è un termine talvolta usato per indicare la raccolta di tesori, in particolare oggetti d'arte in metalli preziosi e gioielli, di un sovrano o altro collezionista che sono conservati in una stanza sicura e spesso si trova nel seminterrato di un palazzo o di un castello. Spesso includeva anche le più ampie tipologie di oggetti tipiche del gabinetto delle curiosità rinascimentale. 
Esempi ben noti sono:
- Il Tesoro Imperiale presso il complesso dell'Hofburg di Vienna, Austria.
- La collezione delle insegne reali e dei tesori della dinastia bavarese dei Wittelsbach, ospitata nella Residenza di Monaco di Baviera, Germania.
- La vasta collezione dei Re Wettin di Sassonia, conservata nella Grünes Gewölbe ("Volta verde") del Castello di Dresda, in Germania.
- I gioielli della corona del Regno Unito nella Torre di Londra.
- Un'esposizione di tesori borbonici nei sotterranei del Museo del Prado, Madrid.
- La Waddesdon Bequest, una collezione del XIX secolo di tesori per lo più rinascimentali ora esposti insieme al British Museum.
- L'esposizione permanente del Tesoro di Waddesdon Manor mostra più di 300 oggetti preziosi che riflettono generazioni di collezionisti Rothschild.
- Il castello di Rosenborg a Copenaghen espone opere d'arte in argento, avorio e altri materiali preziosi, alcuni negli armadi e nelle stanze del tesoro (stanza delle porcellane, stanza del vetro) appositamente costruiti nel corso dei secoli dai re di Danimarca per la loro esposizione. I gioielli della corona e le insegne della corona danese sono esposti in una serie di moderne gallerie costruite all'interno di un'enorme volta nel seminterrato.

Anche le istituzioni ecclesiastiche avevano locali dove venivano conservati oggetti simili, che spesso ora sono osservabili in musei. 
Esempi particolarmente importanti e in gran parte intatti sono:
- Il tesoro della Basilica di San Pietro (Città del Vaticano)
- Il tesoro di San Marco a Venezia (Italia), che conserva una collezione unica di arte bizantina
- Il tesoro della cattedrale di Treviri (Germania)
- Il tesoro della cattedrale di Essen (Germania)
- Il Tesoro della Cattedrale di Aquisgrana (Germania), una delle più importanti collezioni di reperti culturali ecclesiastici in Europa
- Il Tesoro della Basilica di San Servazio a Maastricht (Paesi Bassi), un tesoro della chiesa con alcuni pregevoli esemplari di metallo
- Il Tesoro della Cattedrale di San Vito a Praga (Repubblica Ceca)
- Il tesoro della corona russa presso il Fondo dei diamanti dell'Armeria del Cremlino di Mosca (Russia)
- Le stanze del tesoro del palazzo Topkapi a Istanbul (Turchia) che mostrano tesori ottomani.